# Liste der Bodendenkmale in Parsau
In der Liste der Bodendenkmale in Parsau sind alle Bodendenkmale der niedersächsischen Gemeinde Parsau aufgelistet. Die Quelle ist der Denkmalatlas Niedersachsen. 
Der Stand der Liste ist der 22. November 2024.

Parsau in GF.svg im Landkreis Gifhorn

In den Spalten finden sich folgende Informationen des Bodendenkmales:
Lagegeographische Koordinaten
BezeichnungBezeichnung lt. Denkmalatlas
BeschreibungBeschreibung lt. Denkmalatlas
IDObjekt-ID
BildBild, ggf. zusätzlich mit Link zu weiteren Fotos im Medienarchiv Wikimedia Commons.

## Parsau
| Lage                        | Bezeichnung           | Beschreibung | ID       | Bild |
| --------------------------- | --------------------- | --- | -------- | ---- |
| 52° 30′ 58″ N, 10° 53′ 2″ O | Parsau 1, Flachsrotte | Flachsrotten. Mindestens 50 ca. 1 m tiefe Gruben von 3 × 3 m bis 5 × 5 m auf einer Fläche von ca. 120 × 70 m. Seltener Befund von noch erhaltenen Flachsrösten. Vermutlich neuzeitlich. | 28942084 | BW   |